# كين هيوز (سياسي)
كين هيوز هو سياسي كندي، ولد في 11 فبراير 1954 في كندا. حزبياً، نشط في الرابطة التقدمية المحافظة في ألبرتا ‏ والحزب الكندي التقدمي المحافظ. وقد انتخب عضو الجمعية التشريعية ألبرتا وانتخب عضو مجلس العموم الكندي.